# Pante Macassar
Pante Macassar è una città dello Stato di Timor Est; fu la capitale di Timor sino a quando i portoghesi partirono nel 1975.

## Geografia fisica
Attualmente conta 4.732 abitanti (giugno 2006) ed è capoluogo del distretto di Oecussi-Ambeno, enclave circondato dal territorio dell'Indonesia. Si trova a 291 km dalla capitale Dili.

## Etimologia
Il suo nome significa spiaggia (Pante) di Macassar ed è un riferimento ai commercianti che provenivano da Makassar (Indonesia), nell'isola di Sulawesi, che qui si stabilivano stagionalmente in attesa dei venti che ne favorissero il ritorno a casa.